# Guanyuan (sockenhuvudort i Kina, Hunan Sheng, lat 29,56, long 112,01)
Guanyuan är en sockenhuvudort i Kina. Den ligger i provinsen Hunan, i den södra delen av landet, omkring 180 kilometer nordväst om provinshuvudstaden Changsha. Antalet invånare är 17 452. Befolkningen består av 8 633 kvinnor och 8 819 män. Barn under 15 år utgör 12,0 %, vuxna 15-64 år 74 %, och äldre över 65 år 13,0 %.
Runt Guanyuan är det tätbefolkat, med 476 invånare per kvadratkilometer. Närmaste större samhälle är Jinshi, 14,4 km väster om Guanyuan. Trakten runt Guanyuan består till största delen av jordbruksmark.
Genomsnittlig årsnederbörd är 1 563 millimeter. Den regnigaste månaden är maj, med i genomsnitt 235 mm nederbörd, och den torraste är december, med 28 mm nederbörd.